# Karanggan
Karanggan is een bestuurslaag in het regentschap Bogor van de provincie West-Java, Indonesië. Karanggan telt 21.643 inwoners (volkstelling 2010).